# 2013年度叱咤樂壇流行榜頒獎典禮得獎名單
2013年度叱咤樂壇流行榜頒獎典禮由香港商業電台舉辦，於2014年1月1日晚上八時在灣仔香港會議展覽中心 Hall 5BC 舉行。

## 主題簡述

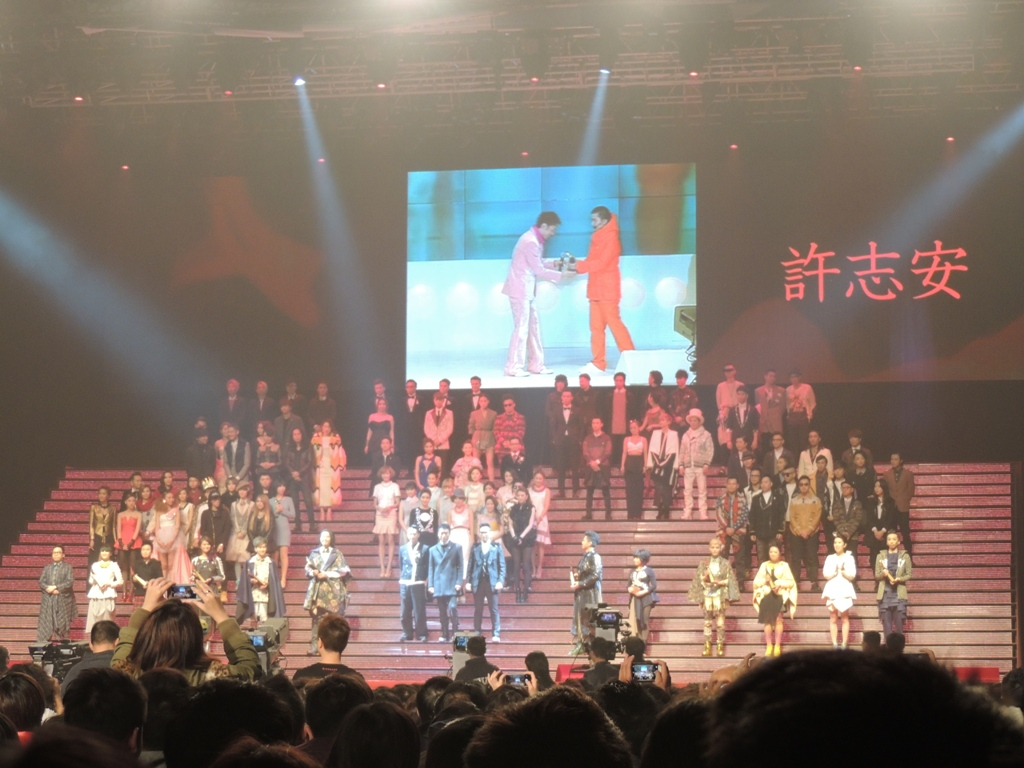
2013年度叱咤樂壇流行榜頒獎典禮舞台

本屆頒獎典禮主題為「叱咤一把火 跨越1/4世紀」，以鼓勵樂壇一眾精英保持心中之火，做好音樂，為樂壇出一分力。主題海報為一位小孩利用吹泡棒吹出一大團紅色烈焰。

## 直播和轉播
- 叱咤903——聲音直播。
- Hong Kong Toolbar——網上視頻直播。
- 手機程式 Hong Kong Toolbar（Android 用戶）、商台節目重溫 app / Hong Kong Toolbar（iOS用戶）——視頻直播。
- 商台《大玩派》會員、my903.com 會員獨家收看高清版直播，及後台得獎歌手即時訪問。
- 中國移動香港旗下UTV流動電視頻道UOne——全港獨家現場直播。
- 無綫電視翡翠台——當晚10時30分至11時、11時45分至翌日凌晨3時45分錄影轉播。
- 無綫電視高清翡翠台——當晚10時30分至11時錄影轉播，2月3日早上10時至下午1時足本播放。
- Now寬頻電視Now香港台——足本錄影轉播。

## 記者招待會
記者招待會於 2013年11月8日下午2時在九龍灣國際展貿中心舉行。出席歌手包括：梁漢文、鄧建明、張敬軒、許廷鏗、王菀之、薛凱琪、吳雨霏、林二汶、C AllStar、RubberBand、Supper Moment、黃宇希、DoughBoy及Dear Jane等。當日Dress Code主題為「第一次」，出席歌手們也揀選了分別最能代表他們第一次的衣服，例如薛凱琪當年《August Girl》唱片封面所穿的「獅子頭」配飾、許廷鏗舉行首次music live所穿的西服、以及C AllStar三年前首次出席叱咤記招所穿的「孖寶兄弟」服等。

## 「我最喜愛的」投票
本年度叱咤樂壇流行榜頒獎典禮之「我最喜愛的男、女歌手、組合、歌曲」獎項經由 my903 認証會員透過my903.com、Hong Kong Toolbar（手機版/網上版）或「商台節目重溫」之手機應用程式進行投票，今年將會繼續與手機應用程式「微信」合作設一投票獎項名為「WeChat Chit Chat 樂壇最熱選歌曲」。

### 「我最喜愛的男、女歌手、組合」投票
第一階段（2013年11月22日中午12時至11月29日中午12時）從本年度903專業推介曾上榜之男、女歌手、組合中選出最後五強進入第二階段。
- 我最喜愛的男歌手（五強）：周柏豪、陳奕迅、許廷鏗、張敬軒、羅力威
- 我最喜愛的女歌手（五強）：何韻詩、吳雨霏、容祖兒、楊千嬅、薛凱琪
- 我最喜愛的組合（五強）：C AllStar、Dear Jane、Mr.、Supper Moment、軟硬

第二階段（2013年12月9日中午12時至12月16日中午12時）從最後五強中直接選出「我最喜愛的」獎項，結果於頒獎典禮當日公佈。

### 「我最喜愛的歌曲」投票
第三階段（2013年12月16日中午12時至12月20日中午12時）從本年度903專業推介所有曾上榜的歌曲中選出最後二十強，進入第四階段投票。
第四階段（2013年12月23日中午12時至12月31日中午12時）從最後二十強歌曲中一人一票選出最後五強，於頒獎典禮當晚由現場觀眾即場票選最終結果。
| 歌曲                                 | 歌手   | 歌曲       | 歌手   | 歌曲           | 歌手          | 歌曲         | 歌手      |
| ------------------------------------ | ------ | ---------- | ------ | -------------- | ------------- | ------------ | --------- |
| 青春頌                               | 許廷鏗 | 三人行     | 羅力威 | 無盡           | Supper Moment | 不許你注定一人 | Dear Jane |
| 天窗                                 | 容祖兒 | 紙牌屋     | 李克勤 | 薄情歌         | C AllStar     | 我的宣言     | 周柏豪    |
| 非凡人生                             | 鄭 融  | 星星．同學 | 楊千嬅 | 半邊生命       | 梁漢文        | 最好的時刻   | 謝安琪    |
| 任我行                               | 陳奕迅 | 夜機       | 張敬軒 | 說一句         | 連詩雅        | 情人甲       | 許志安    |
| The Science of Crying (眼淚教我的事) | 何韻詩 | 宮若梅     | 薛凱琪 | 一千零一次人生 | 林欣彤        | 今夜煙花燦爛 | 吳雨霏    |

### 「WeChat Chit Chat 樂壇最熱選歌曲」投票
第四階段（2013年12月23日中午12時至12月31日中午12時）本獎項經由全球微信用戶投票選出，於投票期間利用微信流動裝置應用程式登入指定投票戶口，從「我最喜愛的歌曲」二十強歌曲中一人一票直接選出，結果於頒獎典禮當日公佈。

## 得獎名單

### 歌曲獎項

#### 叱咤樂壇至尊歌曲大獎
- 任我行 [1]
  - 主唱：陳奕迅
  - 作曲：Christopher Chak
  - 填詞：林　夕
  - 編曲：Gary Tong
  - 監製：梁榮駿

#### 專業推介．叱十大
| 排名   | 歌曲      | 主唱   | 作曲                        | 填詞   | 編曲                | 監製                            |
| ------ | --------- | ------ | --------------------------- | ------ | ------------------- | ------------------------------- |
| 第二位 | 情人甲    | 許志安 | 伍樂城                      | 黃偉文 | 伍樂城              | 伍樂城                          |
| 第三位 | 青春頌    | 許廷鏗 | 藍奕邦                      | 藍奕邦 | Johnny Yim          | Johnny Yim                      |
| 第四位 | Imperfect | 周柏豪 | 周柏豪                      | 林若寧 | Randy Chow、黃兆銘  | Randy Chow、Edward Chan、周柏豪 |
| 第五位 | 半邊生命  | 梁漢文 | 伍樂城                      | 林 夕  | 伍樂城              | 伍樂城                          |
| 第六位 | 紙牌屋    | 李克勤 | Eric Kwok                   | 黃偉文 | 張子堅              | Eric Kwok                       |
| 第七位 | 天窗      | 容祖兒 | 周柏豪                      | 黃偉文 | 馮翰銘              | 馮翰銘                          |
| 第八位 | 生我的命  | 吳雨霏 | 吳雨霏、陳考威、Fergus Chow | 周耀輝 | 陳考威、Fergus Chow | 吳雨霏、陳考威、Fergus Chow     |
| 第九位 | 說一句    | 連詩雅 | Larry Wong、舒 文           | 陳詠謙 | Larry Wong          | 舒 文                           |
| 第十位 | 非凡人生  | 鄭 融  | Kenix Cheang                | 陳詠謙 | Kenix Cheang        | 舒 文                           |

以下所有以粗體顯示的歌名，代表該歌曲為叱咤903專業推介冠軍作品。

### 唱片獎項

#### 叱咤樂壇至尊唱片大獎
- 《The Key》
  - 歌手：陳奕迅
  - 唱片監製：C.Y. Kong、陳奕迅

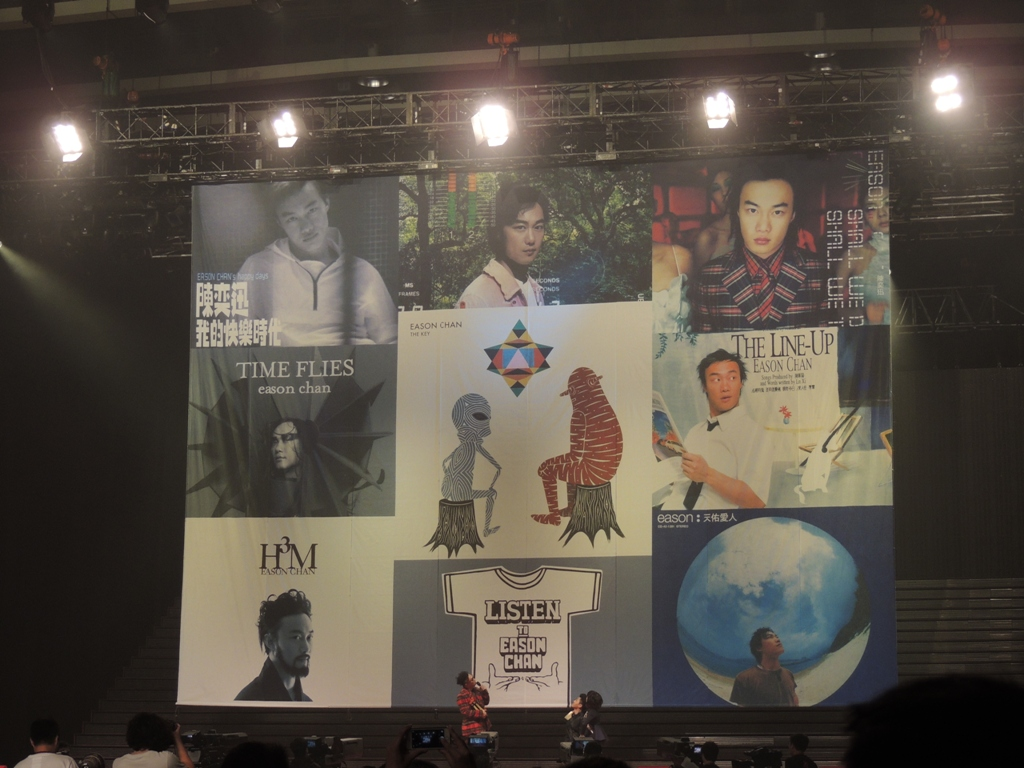
陳奕迅憑《The Key》第九年獲叱咤樂壇至尊唱片大獎

    - 上榜歌曲：床頭床尾、主旋律、任我行、遠在咫尺
    - 演繹作品：主旋律之安魂曲

### 幕後獎項

#### 叱咤樂壇作曲人大獎
- Eric Kwok
  - 上榜作品：手刃情人、跳火坑、非禮、MMM、Let It Out、就有就有、紙牌屋、遠在咫尺、玫瑰的故事、The Present

#### 叱咤樂壇填詞人大獎
- 陳詠謙
  - 上榜作品：不失禮、隻字不提、爽、試新室、異能、手刃情人、不要不記得、消失的光陰、摔角、孱弱、就有就有、Feel Like Dancing、無可避免、非凡人生、說一句、周末畫報、我的宣言、無力挽回、The Present、So Hot

#### 叱咤樂壇編曲人大獎
- 馮翰銘
  - 上榜作品：再別康橋、星空、矛盾大對決、似是故人來、Baby Don't Cry、夕陽之歌、將進酒、隻字不提、哥歌、孱弱、斷·捨·離、森美無滾、如果這是情、小日子、天窗、愛我便說愛我吧、皮外傷、皇后餐廳、另眼相看

#### 叱咤樂壇監製大獎
- 馮翰銘
  - 上榜作品：再別康橋、星空、矛盾大對決、似是故人來、Baby Don't Cry、夕陽之歌、將進酒、隻字不提、哥歌、孱弱、斷·捨·離、森美無滾、如果這是情、Chotto等等、迷失表參道、小日子、天窗、愛我便說愛我吧、皮外傷、皇后餐廳、另眼相看、So Hot

### 歌手獎項

#### 叱咤樂壇生力軍
- 金獎：AGA
  - 上榜歌曲：哈囉、問好、能說不的秘密、One Day At A Time
  - 演繹歌曲：能說不的秘密
- 銀獎：J.Arie
  - 上榜歌曲：第一志願、我就是主角、拼命虛耗
- 銅獎：黃浩琳
  - 上榜歌曲：'Cause My Music Comes Along、牆外之音

#### 叱咤樂壇男歌手
- 金獎：陳奕迅 
  - 上榜歌曲：非禮、Let It Out、床頭床尾、主旋律、任我行、遠在咫尺
  - 演繹歌曲：遠在咫尺
- 銀獎： 周柏豪
  - 上榜歌曲：摔角、異能、無力挽回、Imperfect、我的宣言
- 銅獎： 許廷鏗
  - 上榜歌曲：蝸居、魂遊太虛、時光、青春頌

#### 叱咤樂壇女歌手
- 金獎：容祖兒[2]
  - 上榜歌曲：充電器、我杯茶、另眼相看、天窗、小日子
  - 演繹歌曲：天窗（稍早頒發十大歌曲時容祖兒因為正在舉行個人演唱會而未曾演唱此歌曲）
- 銀獎：薛凱琪
  - 上榜歌曲：告別我、諸葛亮、復原、宮若梅、周末畫報
- 銅獎：王菀之
  - 上榜歌曲：星空、哥歌、如果這是情、Chotto等等、迷失表參道、皇后餐廳

#### 叱咤樂壇組合
- 金獎：C AllStar 
  - 上榜歌曲：大同、她結他、老調兒、薄情歌、惺惺相惜、音樂殖民地
  - 演繹歌曲：薄情歌
- 銀獎：Supper Moment 
  - 上榜歌曲：飛、機械人、世界變了樣、過後、無盡
- 銅獎： Robynn & Kendy
  - 上榜歌曲：一顆星的故事、陶瓷娃娃、La La La

#### 叱咤樂壇唱作人
- 金獎：周柏豪
  - 唱作作品：無力挽回、Imperfect、我的宣言
  - 演繹歌曲：我的宣言
- 銀獎：藍奕邦
  - 唱作作品：一起去阿拉斯加、美麗到不能、離開拉斯維加斯、你倫敦．我紐約
- 銅獎：盧凱彤
  - 唱作作品：了不起、燈下黑、圓滑、囂張

### 我最喜愛的獎項

#### 叱咤樂壇我最喜愛的歌曲大獎
- 任我行 
  - 主唱：陳奕迅
  - 作曲：Christopher Chak
  - 填詞：林　夕
  - 編曲：Gary Tong
  - 監製：梁榮駿
    - 最後五強：

| 編號 | 歌曲                                 | 歌手          | 總票數 |
| ---- | ------------------------------------ | ------------- | ------ |
| A    | The Science of Crying (眼淚教我的事) | 何韻詩        | 754    |
| B    | 任我行                               | 陳奕迅        | 2405   |
| C    | 青春頌                               | 許廷鏗        | 1622   |
| D    | 非凡人生                             | 鄭 融         | 586    |
| E    | 無盡                                 | Supper Moment | 942    |
- 公佈歌曲得票環節因節目超時而刪除，後透過傳媒公布總票數。

#### 叱咤樂壇我最喜愛的男歌手
- 陳奕迅[3]
  - 最後五強：周柏豪、陳奕迅、許廷鏗、張敬軒、羅力威

#### 叱咤樂壇我最喜愛的女歌手
- 何韻詩[4]
  - 演繹歌曲：夕陽之歌
    - 最後五強：何韻詩、吳雨霏、容祖兒、楊千嬅、薛凱琪

#### 叱咤樂壇我最喜愛的組合
- C AllStar
  - 最後五強：C AllStar、Dear Jane、Mr.、Supper Moment、軟硬

### WeChat Chit Chat 樂壇最熱選歌曲
- 非凡人生
  - 主唱：鄭　融
  - 作曲：Kenix Cheang
  - 填詞：陳詠謙
  - 編曲：Kenix Cheang
  - 監製：舒　文

## 外部連結
- 2013年度叱咤樂壇流行榜頒獎典禮官方網站，my903.com